# Rezerwat Biosfery El Pinacate i Gran Desierto de Altar
Rezerwat Biosfery El Pinacte i Gran Desierto de Altar – rezerwat biosfery w Meksyku. Swoją powierzchnią obejmuje wschodnią część pustyni Sonora na północno-zachodnich obrzeżach kraju, nad Zatoką Kalifornijską przy granicy z Arizoną, na północ od miasta Puerto Peñasco. Został utworzony w 1993, zajmuje obszar 7140 km², który jest podzielony na dwie główne części - na wschodzie znajduje się tarcza drzemiącego wulkanu El Pinacate, zaś na zachodzie rozciąga się pustynia Gran Altar, charakteryzująca się występowaniem licznych wydm (do 200 m wysokości) o zmieniających się kształtach. Obszar rezerwatu obfituje w wiele gatunków endemicznych flory i fauny.